# سفارة الولايات المتحدة في المملكة المتحدة
سفارة الولايات المتحدة في المملكة المتحدة هي أرفع تمثيل دبلوماسي لدولة الولايات المتحدة لدى المملكة المتحدة. تقع السفارة في واندزورث وهي تهدف لتعزيز المصالح الأمريكية في المملكة المتحدة.

## وصلات خارجية
- الموقع الرسمي
- قائمة سفارات الولايات المتحدة
- قائمة السفارات في المملكة المتحدة